# OpenNet Initiative
L'OpenNet Initiative (ONI) est un projet visant à étudier le filtrage d'Internet et les pratiques de sa surveillance par les différents États. Ce projet emploie de nombreux moyens techniques, ainsi qu'un réseau international, afin de déterminer l'étendue et la nature des programmes gouvernementaux de filtrage d'internet.
L'ONI est née de la collaboration du Berkman Center for Internet & Society de l'Université Harvard, du Advanced Network Research Group de l'Université de Cambridge et le Citizen Lab de l'Université de Toronto.
En décembre 2014, les partenaires de l'ONI ont annoncé qu'ils n'effectueraient plus leur recherche sous la bannière de l'ONI. Le site officiel de l'ONI, incluant les reports et les données récupérées, est maintenu indéfiniment pour permettre au public d'avoir un accès aux travaux publiés et aux données des archives de l'ONI.

## Principaux enquêteurs
Les principaux enquêteurs de l'ONI étaient :
- Ronald Deibert : directeur
- John Palfrey : directeur excecutif
- Rafal Rohozinski
- Jonathan Zittrain

## Arrêt des recherches
Dans son communiqué de presse du 18 décembre 2014, l'ONI a indiqué que :
Après un décennie de collaboration dans les études et la documentation du filtrage et les mécanismes de contrôles partout dans le monde, les partenaires de l'OpenNet Initiative n'effectueront plus leurs recherches sous la bannière de l'ONI. Le site [de l'ONI], incluant tous les rapports et les données, sera maintenu indéfiniment pour permettre à tout le monde d'avoir un accès aux archives des données et du travail effectué.
De nombreux domaines d'étude importants et convaincants s'appuient sur des recherches antérieures à l'ONI; Les collaborateurs de l'ONI les poursuivent activement de manière indépendante, conjointement, et avec de nouveaux partenaires. Nous croyons que la pertinence et l'utilité de ce programme de recherche continuera de croître avec le temps et que de nouveaux outils, méthodes et partenariats émergeront pour relever ce défi permanent. 